# Джеферсън Сити
Джеферсън Сити (на английски: Jefferson City) е град в Съединените американски щати, столица на щата Мисури и административен център на окръг Коул. Името на града е дадено в чест на третия Президент на САЩ Томас Джеферсън. Разположен е на десния бряг на река Мисури. Населението му е 42 895 души (по приблизителна оценка от 2017 г.). В Джеферсън Сити е роден изобретателят Джак Килби (1923 – 2005).

## Известни личности
Родени в Джеферсън Сити
- Джак Килби (1923 – 2005), инженер
- Мая Мур (р. 1989), баскетболистка